# 楽坪街道
楽坪街道（らくへいかいどう）は中華人民共和国湖南省婁底市婁星区の街道弁事処。

## 行政区画
- 街心社区
- 賢童社区
- 童家社区
- 蜜峰社区
- 清泉社区
- 長春社区
- 廖家社区
- 新建社区
- 月塘社区
- 大塘社区
- 金谷社区
- 火車站社区

## 地理
- 河川：漣水

## 交通

### 鉄道
- 婁底火車站[3]

## 出身有名人
- 李歩雲、湖南大学法学院の教授。
- 鄔林生、革命家。
- 魏華政、書家。